# Semnul comemorativ al înființării satului Cobîlea
Semnul comemorativ al înființării satului Cobîlea este un monument amplasat în Cobîlea, raionul Șoldănești, Republica Moldova. Este un fost monument istoric de importanță națională, care a fost inclus în Registrul monumentelor Republicii Moldova ocrotite de stat cu nr. 2870 (raionul Șoldănești) până la eliminarea sa la 28 septembrie 2018. Datează din 1982.